# Conostylis bracteata
Conostylis bracteata är en enhjärtbladig växtart som beskrevs av Stephan Ladislaus Endlicher. Conostylis bracteata ingår i släktet Conostylis och familjen Haemodoraceae. Inga underarter finns listade.